# 曝光值
在摄影中，曝光值（Exposure Value，EV）代表能够给出同样曝光的所有相机光圈快门组合。这一概念是在一九五零年代在德国发展起来的，试图用以简化在等价的拍摄参数之间进行选择的过程。曝光值同样也可以表示曝光刻度上的一个级差，1EV对应于两倍的曝光比例并通常称为「一档」或「一段」。
曝光值最早是使用符号{\displaystyle E_{v}}来表示。ISO标准中延续了这一使用方法，但在其它地方EV这个缩写更为常见。
尽管理论上所有曝光值相同的拍摄参数都会给出相同的曝光，但是它们并不一定能拍出完全相同的照片。曝光时间（快门速度）决定了运动模糊的程度，如右图所示。光圈则决定了景深。

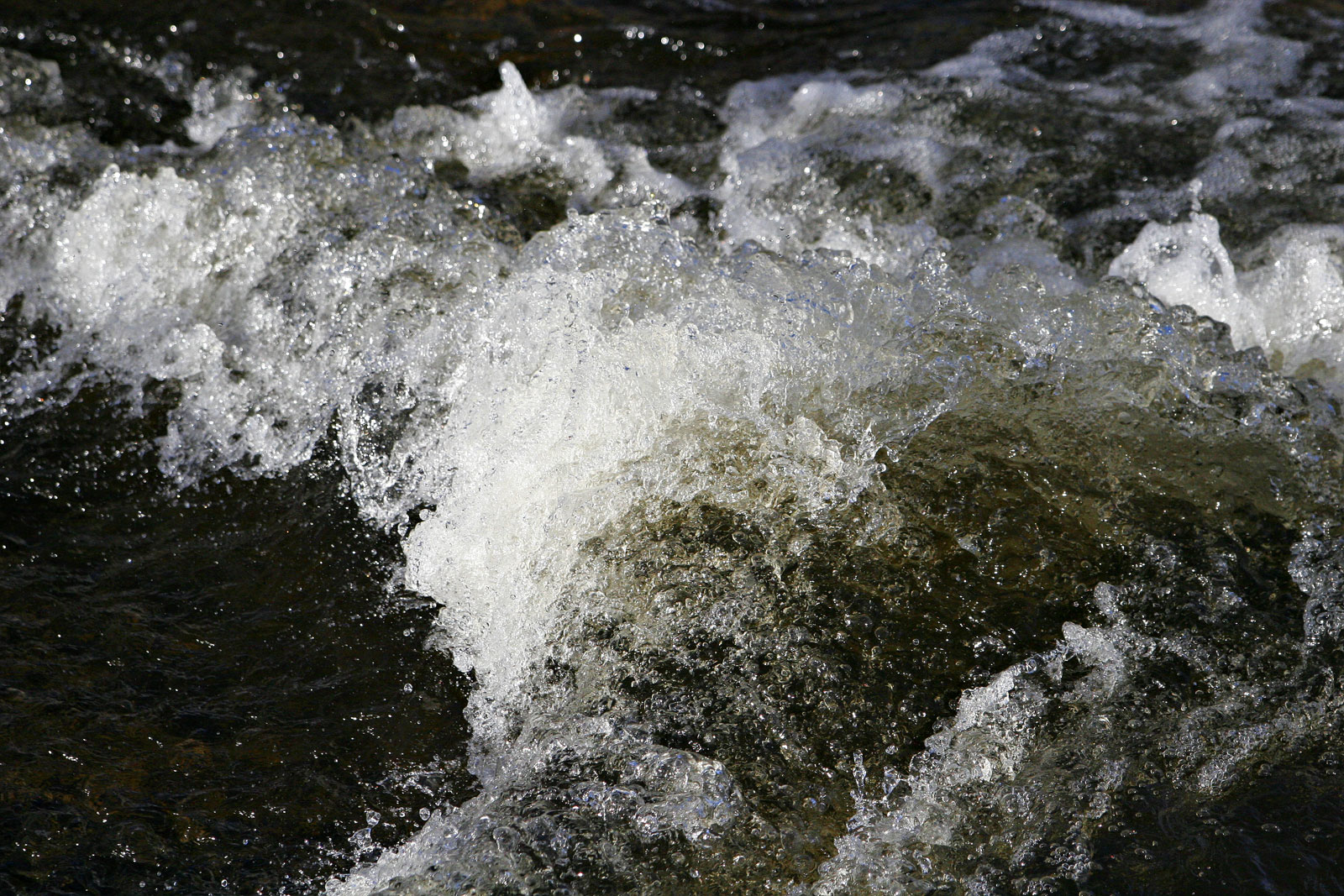
高速快门，短暂曝光

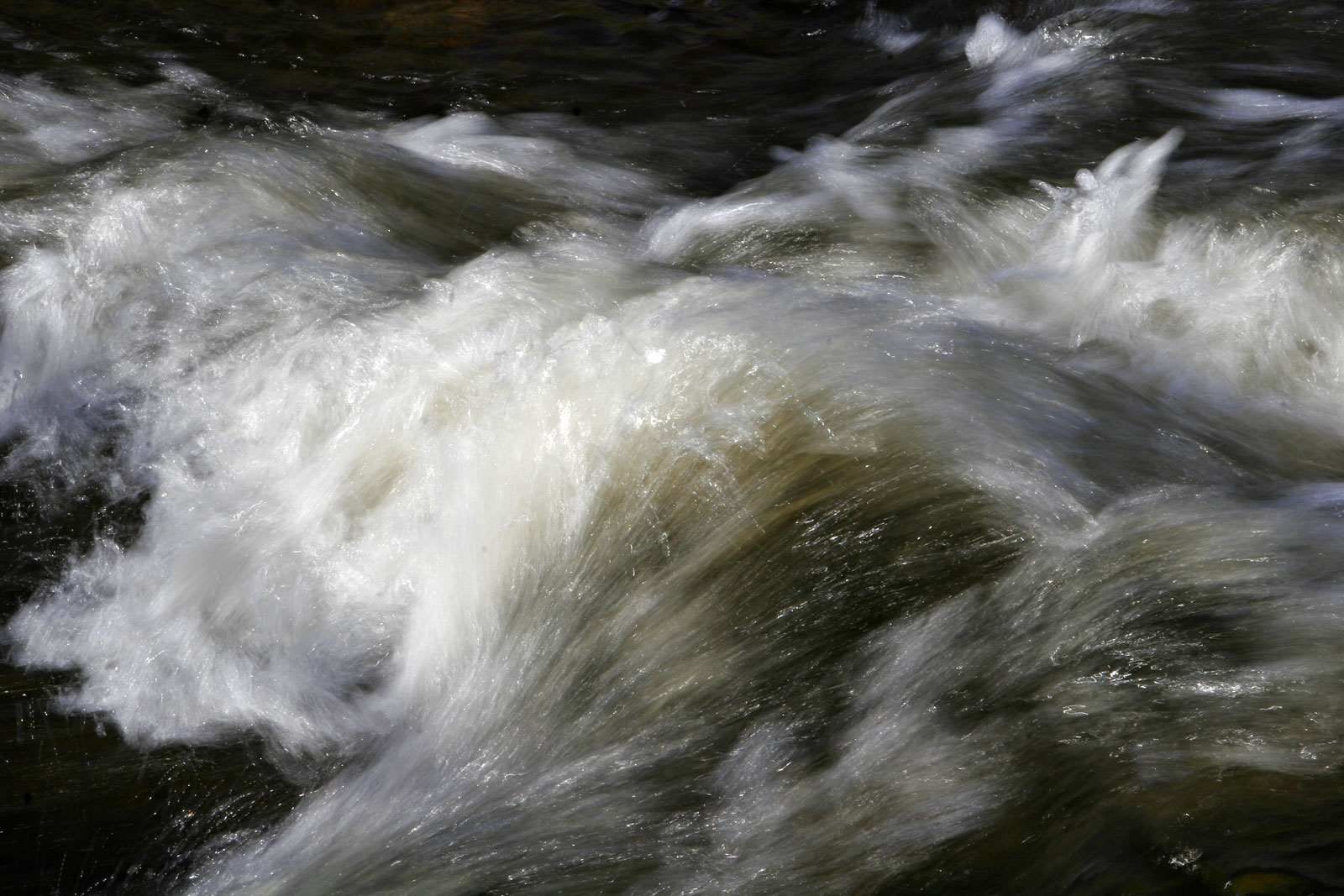
慢速快门，长时间曝光

## 正式定义
曝光值是一个以2为底的对数刻度系统。
{\displaystyle \mathrm {EV} =\log _{2}{\frac {N^{2}}{t}}\,,}
其中N是光圈（f值）；t是曝光时间（快门），单位秒。
曝光值0（EV0）对应于曝光时间为1秒而光圈为f/1.0的组合或其等效组合。如果曝光值已经确定了下来,那么就可以依据它来选择曝光时间和光圈的组合，如表1所示的那样。
曝光值每增加1将改变一档曝光，也就是将曝光量减半，比如将曝光时间或光圈面积减半。这一点可能会引起迷惑。之所以是减少而不是增加，是因为曝光值反映的是相机拍摄参数的设置，而非底片的照度（这一点将在下一段中提到）。曝光值的增加对应于更快的快门速度和更大的f值。因此，明亮的环境或是较低的感光度（一般稱作ISO）应当对应于较大的曝光值。

## 拍摄参数与曝光量
“曝光值”是指的是拍摄参数（camera settings）的组合，而不是曝光量（photometric exposure）。曝光量的定义是：
{\displaystyle H=Et\,,}
其中{\displaystyle H}是曝光量，{\displaystyle E}是影像平面的照度，而{\displaystyle t}是曝光时间。照度{\displaystyle E}由f值所控制，但也取决于环境亮度。
为了避免混淆，一些作者使用机身曝光（camera exposure）来指代拍摄参数。1964年的ASA照相机自动曝光控制标准（ASA PH2.15-1964）采用了相同的途径，并使用了更确切的术语“机身曝光参数”（camera exposure settings）。然而，摄影师通常既使用“曝光”来指代拍摄参数，又用其来指代曝光量。

## 曝光值与其代表的拍摄参数
| EV | f值      | f值    | f值    | f值    | f值    | f值    | f值    | f值   | f值   | f值   | f值    | f值    | f值    |
| EV | 1.0      | 1.4    | 2.0    | 2.8    | 4.0    | 5.6    | 8.0    | 11    | 16    | 22    | 32     | 45     | 64     |
| -- | -------- | ------ | ------ | ------ | ------ | ------ | ------ | ----- | ----- | ----- | ------ | ------ | ------ |
| −6 | 60 = 1 m | 2 m    | 4 m    | 8 m    | 16 m   | 32 m   | 64 m   | 128 m | 256 m | 512 m | 1024 m | 2048 m | 4096 m |
| −5 | 30       | 60     | 2 m    | 4 m    | 8 m    | 16 m   | 32 m   | 64 m  | 128 m | 256 m | 512 m  | 1024 m | 2048 m |
| −4 | 15       | 30     | 60     | 2 m    | 4 m    | 8 m    | 16 m   | 32 m  | 64 m  | 128 m | 256 m  | 512 m  | 1024 m |
| −3 | 8        | 15     | 30     | 60     | 2 m    | 4 m    | 8 m    | 16 m  | 32 m  | 64 m  | 128 m  | 256 m  | 512 m  |
| −2 | 4        | 8      | 15     | 30     | 60     | 2 m    | 4 m    | 8 m   | 16 m  | 32 m  | 64 m   | 128 m  | 256 m  |
| −1 | 2        | 4      | 8      | 15     | 30     | 60     | 2 m    | 4 m   | 8 m   | 16 m  | 32 m   | 64 m   | 128 m  |
| 0  | 1        | 2      | 4      | 8      | 15     | 30     | 60     | 2 m   | 4 m   | 8 m   | 16 m   | 32 m   | 64 m   |
| 1  | 1/2      | 1      | 2      | 4      | 8      | 15     | 30     | 60    | 2 m   | 4 m   | 8 m    | 16 m   | 32 m   |
| 2  | 1/4      | 1/2    | 1      | 2      | 4      | 8      | 15     | 30    | 60    | 2 m   | 4 m    | 8 m    | 16 m   |
| 3  | 1/8      | 1/4    | 1/2    | 1      | 2      | 4      | 8      | 15    | 30    | 60    | 2 m    | 4 m    | 8 m    |
| 4  | 1/15     | 1/8    | 1/4    | 1/2    | 1      | 2      | 4      | 8     | 15    | 30    | 60     | 2 m    | 4 m    |
| 5  | 1/30     | 1/15   | 1/8    | 1/4    | 1/2    | 1      | 2      | 4     | 8     | 15    | 30     | 60     | 2 m    |
| 6  | 1/60     | 1/30   | 1/15   | 1/8    | 1/4    | 1/2    | 1      | 2     | 4     | 8     | 15     | 30     | 60     |
| 7  | 1/125    | 1/60   | 1/30   | 1/15   | 1/8    | 1/4    | 1/2    | 1     | 2     | 4     | 8      | 15     | 30     |
| 8  | 1/250    | 1/125  | 1/60   | 1/30   | 1/15   | 1/8    | 1/4    | 1/2   | 1     | 2     | 4      | 8      | 15     |
| 9  | 1/500    | 1/250  | 1/125  | 1/60   | 1/30   | 1/15   | 1/8    | 1/4   | 1/2   | 1     | 2      | 4      | 8      |
| 10 | 1/1000   | 1/500  | 1/250  | 1/125  | 1/60   | 1/30   | 1/15   | 1/8   | 1/4   | 1/2   | 1      | 2      | 4      |
| 11 | 1/2000   | 1/1000 | 1/500  | 1/250  | 1/125  | 1/60   | 1/30   | 1/15  | 1/8   | 1/4   | 1/2    | 1      | 2      |
| 12 | 1/4000   | 1/2000 | 1/1000 | 1/500  | 1/250  | 1/125  | 1/60   | 1/30  | 1/15  | 1/8   | 1/4    | 1/2    | 1      |
| 13 | 1/8000   | 1/4000 | 1/2000 | 1/1000 | 1/500  | 1/250  | 1/125  | 1/60  | 1/30  | 1/15  | 1/8    | 1/4    | 1/2    |
| 14 |          | 1/8000 | 1/4000 | 1/2000 | 1/1000 | 1/500  | 1/250  | 1/125 | 1/60  | 1/30  | 1/15   | 1/8    | 1/4    |
| 15 |          |        | 1/8000 | 1/4000 | 1/2000 | 1/1000 | 1/500  | 1/250 | 1/125 | 1/60  | 1/30   | 1/15   | 1/8    |
| 16 |          |        |        | 1/8000 | 1/4000 | 1/2000 | 1/1000 | 1/500 | 1/250 | 1/125 | 1/60   | 1/30   | 1/15   |
* 下标m表示以分钟计的曝光时间

## 曝光数据表
有时候可能没有测光表可供使用，或是场景的光线情况十分特殊因而难以测量。然而，自然光和许多人工照明场景都是可以预测的，所以可以通过查表来获得较为精确地曝光值。
表2. 不同场景下的曝光值(ISO100)
| 光线条件                                    | EV100    |
| 日光                                        | 日光     |
| ------------------------------------------- | -------- |
| 强烈阳光下的明亮沙滩和雪景（阴影锐利清晰）a | 16       |
| 强烈阳光下的一般场景（阴影很清晰）a,b       | 15       |
| 朦胧日光下的一般场景（阴影柔和）            | 14       |
| 明亮阴天下的一般场景（没有阴影或勉强可见）  | 13       |
| 非常阴沉的一般场景（完全没有阴影）          | 12       |
| 强烈阳光下四周无遮挡的阴影区                | 12       |
| 户外，自然光                                |          |
| 彩虹                                        |          |
| 晴朗的天空背景                              | 15       |
| 多云的天空背景                              | 14       |
| 日落和天际线                                |          |
| 日落前一刻                                  | 12–14    |
| 日落时                                      | 12       |
| 日落后一刻                                  | 9–11     |
| 月亮,c 高度 > 40°                           |          |
| 满月                                        | 15       |
| 凸月                                        | 14       |
| 四分之一月                                  | 13       |
| 新月                                        | 12       |
| 月光，月亮在高度40°以上                     |          |
| 满月                                        | −3 to −2 |
| 凸月                                        | −4       |
| 四分之一月                                  | −6       |
| 北极光和南极光                              |          |
| 明亮的                                      | −4 to −3 |
| 一般的                                      | −6 to −5 |
| 室外，人工光源                              |          |
| 霓虹灯或其他明亮标志                        | 9–10     |
| 夜间体育运动                                | 9        |
| 火焰和起火的建筑                            | 9        |
| 明亮的街景                                  | 8        |
| 街道夜景和橱窗                              | 7–8      |
| 夜晚车流                                    | 5        |
| 夜市和游乐场                                | 7        |
| 圣诞树                                      | 4–5      |
| 泛光灯照明的建筑、纪念碑和喷泉              | 3–5      |
| 亮灯建筑的远景                              | 2        |
| 室内，人工光源                              |          |
| 画廊                                        | 8–11     |
| 体育赛事,舞台表演等等                       | 8–9      |
| 马戏团表演                                  | 8        |
| 泛光灯照明的冰雕                            | 9        |
| 办公室及工作场所                            | 7–8      |
| 住房内                                      | 5–7      |
| 圣诞树                                      | 4–5      |
1. 有关直射日光的曝光值适用于日出之后两小时到日落之前两小时之间的阳光，并认为是正面照射在物体上（顺光）。作为粗略估算，侧面照射时曝光值应减1，背面照射（逆光）时减2。
2. 这一近似结果是由阳光16法则导出的。
3. 这些曝光值适用于夜晚使用长焦镜头或望远镜拍摄月亮，并使月亮呈现为中间影调。通常它们并不适于包含有月亮的风光摄影。在风光摄影中，月亮通常接近于地平线，因此其亮度在此高度有很大的不同。此外，风光摄影必须同时照顾到天空、前景和月亮。因此无法给出一个通用的曝光值。

表2给出的曝光值是合理的常规指引，但也要谨慎使用。為数值进行了四舍五入取整以求简化，而且省略了由其出处——ANSI曝光指南——所描述的大量条件。此外，这些数据并未考虑色移的调整，也没有考虑倒易律失效的影响。ANSI曝光指南（ANSI PH2.7-1986）详细解释了如何合理运用表格所给的数据。
表2中的数据适用于ISO为100的底片或等效ISO为100的数码相机设置。对于某一感光度S，应当以这一感光度高出（低于）ISO100的曝光档数进行增减，用公式表示为：
{\displaystyle \mathrm {EV} _{S}=\mathrm {EV} _{100}+\log _{2}{\frac {S}{100}}\,.}
比如，ISO400比ISO100高出两挡：
{\displaystyle \mathrm {EV} _{400}=\mathrm {EV} _{100}+\log _{2}{\frac {400}{100}}=\mathrm {EV} _{100}+2\,.}
使用ISO400的底片拍摄夜间室外体育活动时,查表得曝光值9，而后加上2得到EV400=11。
对于更低的感光度，以这一感光度低于ISO100的曝光档数降低曝光值（增加曝光）。比如ISO50比ISO100低了一档。
{\displaystyle \mathrm {EV} _{50}=\mathrm {EV} _{100}+\log _{2}{\frac {50}{100}}=\mathrm {EV} _{100}-1\,.}
使用ISO50的底片拍摄多云天空下的彩虹时，查表得曝光值14并减1得到EV50=13。

## 设置相机的曝光值
大多数相机并没有提供直接设置曝光值的方法；不过一些品牌如禄莱（Rolleiflex，Rolleicord型号等）和哈苏所制造的中画幅相机允许在镜头上指定曝光值。设定的曝光值可以锁定从而使光圈和快门偶联，此时调整快门速度或光圈中任意一者将会使另一数值相应调整以保持曝光值不变。安塞尔·亚当斯（1981，39）简要论述了哈苏相机曝光值刻度的使用方法。

## EV表示的曝光补偿
许多现代照相机都允许设置曝光补偿，并通常用EV这个词来表示。在这种情况下，EV指的是相机测光数据减去实际曝光值的差。比如+1EV的曝光补偿意味着增加一档曝光，不管是通过延长曝光时间还是更小的f值。
在这里，EV的含义和先前刻度系统中的EV（曝光值）恰好是相反的。增加曝光对应于减少曝光值（-EV），因此+1EV的曝光补偿意味着更小的EV（曝光值）；反过来，-1EV的曝光补偿的结果是更大的EV。例如，测得某一比中性灰更亮的物体的EV为16，并设定+1EV的曝光补偿以修正曝光，那么最终的拍摄参数对应于EV15（而不是17）。

## 用EV表示的测光表示数.
一些测光表（如宾得点测表）会直接显示ISO100下的曝光值。其他测光表，尤其是数字式的，可以显示选定ISO下的曝光值。多数情况下这种差别无关紧要。使用宾得测光表示，可以通过曝光计算机来得到拍摄参数；而数字式测光表则直接显示光圈和快门速度。
近来，许多网站上的文章使用光值（light value, LV）来指代ISO100下的曝光值。然而这一术语并非出自某一标准组织，其不同的定义之间也互相冲突。

## EV与照明条件的关系
在给定照明条件下所应采用的f值与曝光时间由下式给出：
{\displaystyle {\frac {N^{2}}{t}}={\frac {LS}{K}}\,,}
其中：
- {\displaystyle N} 是相对光圈 (f值)
- {\displaystyle t} 是曝光时间，单位秒
- {\displaystyle L} 是场景平均輝度
- {\displaystyle S} 是ISO指数
- {\displaystyle K} 是反射式测光表校正常数

代入等式右边，曝光值是：
{\displaystyle \mathrm {EV} =\log _{2}{\frac {LS}{K}}\,.}
同样也可以由入射式测光结果计算拍摄参数，其公式为：
{\displaystyle {\frac {N^{2}}{t}}={\frac {ES}{C}}\,,}
其中：
- {\displaystyle E} E是照度
- {\displaystyle C} 是入射式测光表校正常数

以曝光值表示时，等式右边成为：
{\displaystyle \mathrm {EV} =\log _{2}{\frac {ES}{C}}\,.}
若是代入等式的左边，EV表示了拍摄参数的实际组合；代入右边时，EV表示为达到所谓“正确”曝光所应该采用的拍摄参数组合。这一EV与亮度或照度的形式关联有其局限性。虽然在典型在日光场景下它通常很有效，但是却并不太适合非常反常的光线分布状况：在这种下最佳的曝光值通常取决于摄影师的主观评价而不是死板的照度和亮度计算。
对于给定的环境亮度和胶卷速度，更大的EV意味着更少的曝光量；而在曝光量一定的情况下，EV越大说明场景越亮。

## EV和APEX
照相曝光量加算系统（APEX）由美国国家标准协会（ASA）于1960年推出，用于计算单色底片速度。这一系统将曝光量的“以2为底的对数刻度”概念扩展到了所有曝光方程涉及的变量上，使得方程的应用简化为加减运算。以EV表示时，曝光方程的左边成为：
{\displaystyle E_{v}=A_{v}+T_{v}\,,}
其中Av（光圈值）和Tv（时间）的定义为：
{\displaystyle A_{v}=\log _{2}} {\displaystyle A^{2}}
和
{\displaystyle T_{v}=\log _{2}} {\displaystyle (1/T)\,,}
其中：
- A：f值
- T：曝光时间（快门速度），单位秒

Av和Tv 分别代表其与f/1和1秒这两个值之间相差的挡数。
然而，使用APEX需要光圈和快门使用对数刻度值，而这从来就没有整合到消费者所使用的相机中。在APEX推出之后不久，大多数相机就装备了内置的测光表，从而消除了使用曝光方程的必要，并导致APEX很少应用。

## 曝光值作为照度与亮度的量度
在给定感光度和测光表校正常数之后，曝光值与亮度（或照度）之间便建立了直接的关联。严格地说，曝光值并不是亮度或照度的量度：事实上，一个对应于某一亮度（或照度）的曝光值是用以指示照相机（已知其感光度）来获取所谓的正确曝光用的。然而，摄影器材生产商在实践中常常用感光度100时的曝光值来表达亮度，如在说明测光范围或对焦灵敏度时。这一做法由来已久。标准的做法是同时声明所用测光表校正常数和对应的感光度，但很少有厂商会这么做。
不同厂商所选用的反射式测光表校正常数之间有微小的差别。一个普遍的选择是12.5（佳能，尼康和世光）。在感光度100时，曝光值与亮度的关系为：
{\displaystyle L=2^{\mathrm {EV} -3}\,.}
表3显示了该关系式下不同曝光值所对应的亮度值。用这个式子，一个以曝光值为示数的反射式测光表可以用来测量亮度。
和亮度一样，摄影器材生产商在说明测光范围时也常用感光度100时的曝光值来表示照度。
入射式测光表的情况比反射式测光表要复杂得多，因为校正常数C与传感器类型有关。有两种传感器很常见：平面型（余弦响应）和半球型（心形响应）。用平面型传感器测量照度时，C 的典型值是250，而照度的单位是勒克斯（lux）。在 C = 250时，照度与感光度100下的曝光值的关系为：
{\displaystyle E=2.5\times 2^{\mathrm {EV} }\,.}
表3显示了该关系式下不同曝光值所对应的照度值。用这个式子，一个以曝光值为示数的入射式测光表可以用来测量亮度。
尽管（用平面型传感器）测量得到的照度可以用以指示对于一个平面物体的曝光，这一办法对于通常的场景却不是那么有用，因为这些场景中的许多元素都不是平的，其相对于相机的朝向也各不相同。半球型传感器在测量影像曝光时更为实用。对于半球型传感器，C值通常在320（美能达）和340（世光）之间。如果对“照度”的定义不那么严格的话，半球型传感器所测得的结果可以说是指示了“场景照度”。
更多内容可见测光表条目。 
表3.曝光值与亮度（感光度100，K=12.5）和照度（感光度100，C=250）
| EV | 亮度, cd/m2 | 照度, lx |
| -- | ----------- | -------- |
| −4 | 0.008       | 0.156    |
| −3 | 0.016       | 0.313    |
| −2 | 0.031       | 0.625    |
| −1 | 0.063       | 1.25     |
| 0  | 0.125       | 2.5      |
| 1  | 0.25        | 5        |
| 2  | 0.5         | 10       |
| 3  | 1           | 20       |
| 4  | 2           | 40       |
| 5  | 4           | 80       |
| 6  | 8           | 160      |
| 7  | 16          | 320      |
| 8  | 32          | 640      |
| 9  | 64          | 1280     |
| 10 | 128         | 2560     |
| 11 | 256         | 5120     |
| 12 | 512         | 10,240   |
| 13 | 1024        | 20,480   |
| 14 | 2048        | 40,960   |
| 15 | 4096        | 81,920   |
| 16 | 8192        | 163,840  |